# Błysk helowy

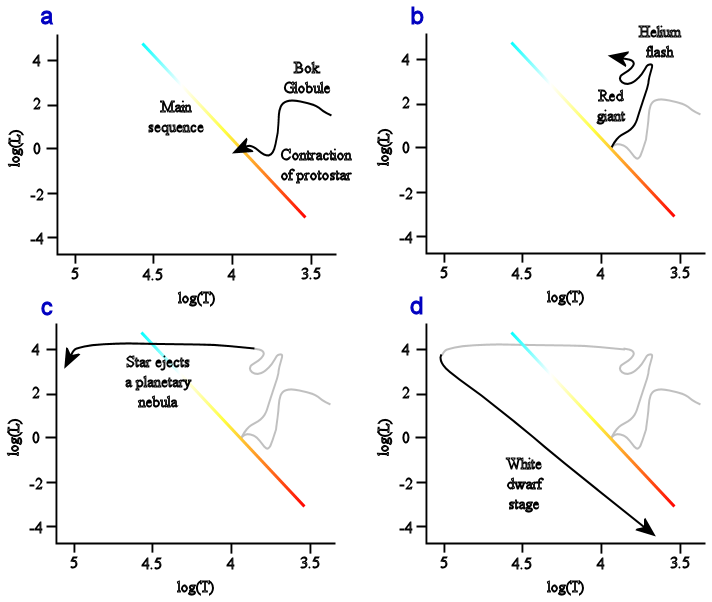
Diagram H-R z drogą gwiazdy o masie Słońca. Załamanie linii (helium flash) na schemacie b jest wywołane błyskiem helowym.

Błysk helowy – proces, zachodzący w jądrze gwiazdy o masie od 0,8 do 2,3 masy Słońca, na późnym etapie jej ewolucji, podczas którego zachodzą reakcje termojądrowe przekształcające hel w węgiel, w procesie 3-α. Zjawisko to rozpoczyna się w temperaturze T > 108 K i gęstości plazmy ρ = 104 – 105 g/cm³ i ma gwałtowny przebieg. Błysk helowy jest związany z nagłym uwalnianiem znacznych ilości energii.

## Czerwony olbrzym
Na etapie czerwonego olbrzyma w jądrze gwiazdy wypalił się już wodór. Składa się ono głównie z jąder helu i elektronów. W gwieździe o masie mniejszej niż dwie masy Słońca temperatura w jądrze jest zbyt niska by doszło do łączenia jąder helu i reakcje jądrowe w centrum gwiazdy ustają. Elektrony w helowym jądrze ulegają zdegenerowaniu, ograniczając zapadanie się. Gaz helowo-elektronowy zajmuje objętość większą niż wynikałoby to z praw gazowych dla jego temperatury i ciśnienia.
Jednak wokół jądra – w tak zwanej otoczce wodorowej – wciąż przebiega przemiana wodoru w hel. „Spalanie” wodoru prowadzi do stopniowego wzrostu wielkości jądra i powolnego wzrostu jego temperatury. Proces ten przyśpiesza, rośnie jasność gwiazdy, co wywołuje wzrost jej promienia. Gdy jądro osiągnie temperaturę około 100 milionów kelwinów następuje zapłon syntezy węgla z helu w procesie trzy alfa. Powstająca energia podgrzewa silnie materię, co skutkuje gwałtownym, lawinowym przebiegiem procesu i rozprzestrzenieniem się reakcji na całe jądro gwiazdy. W gwieździe wielkości Słońca w ciągu kilku minut 6% mieszanki zdegenerowanych elektronów i jąder helu ulega przekształceniu w węgiel. W tym czasie wydziela się tyle energii, ile Słońce (przy obecnej jasności) produkuje w ciągu 200 milionów lat. Przez krótki czas moc tej reakcji jest porównywalna z sumą mocy wszystkich gwiazd Drogi Mlecznej.
Mimo uwolnienia potężnej energii, nie zmienia się powierzchnia gwiazdy. Energia dociera do powierzchni znacznie później. Tymczasem zostaje zużyta na wzrost temperatury jądra oraz jego ekspansję. To poważnie zmienia strukturę gwiazdy i procesy w niej zachodzące. Elektrony w jądrze przestają być zdegenerowane i materia powraca do równowagi termodynamicznej charakterystycznej dla gazu (gęstość zależy od ciśnienia i temperatury). Wodorowa powłoka zostaje wypchnięta wyżej, co skutkuje obniżeniem ciśnienia i spadkiem jej temperatury, to zaś zmniejsza szybkość „spalania” wodoru. Po błysku gwiazda kurczy się, spada jej jasność, mimo rosnącej temperatury powierzchni.
U gwiazd o większej masie początkowej nie dochodzi do degeneracji, a zapalenie helu w jądrze przebiega spokojnie. Przepływ energii na zewnątrz rdzenia jest powolny, co powoduje wzrost temperatury i ciśnienia, co z kolei przyspiesza proces. Na skutek wzrostu temperatury ma miejsce ekspansja jądra. W rezultacie tej ekspansji spada ciśnienie, gęstość i temperatura do poziomu zapewniającego stabilne „spalanie” helu.
Po błysku helowym gwiazda schodzi z gałęzi czerwonych olbrzymów diagramu Hertzsprunga-Russella i przechodzi na tzw. gałąź horyzontalną tego diagramu. Wówczas w jądrze spalany jest spokojnie hel.